# Historia Finlandii

## Prehistoria

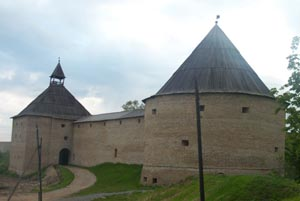
Zamek warowny w Ładodze – jedno z pierwszych miast Finlandii

Najstarsze znaleziska archeologiczne świadczące o zasiedleniu Finlandii przez człowieka pochodzą sprzed 130 tysięcy lat w Susiluola. Wraz z przyjściem ostatniej epoki lodowej 100 tysięcy lat temu ludność ta wymarła, bądź przemieściła się na południe. Ponownie ludzie pojawili się po zniknięciu lądolodu w IX tysiącleciu p.n.e. Pierwotnymi mieszkańcami tych obszarów byli ludzie polujący na renifery w okresie polodowcowym. Północ została zasiedlona kilkaset lat później przez Pralapończyków. Około 5100 roku p.n.e. rozwinęła się kultura wypalająca i używająca ceramiki, która prawdopodobnie przyszła znad Wołgi. W połowie IV tysiąclecia p.n.e. przybyli przodkowie dzisiejszych Finów i zaczęli wypierać miejscową ludność na północ. W tym czasie na południowym wybrzeżu podjęto pierwsze próby uprawy roli, ale rolnictwo na dobre zadomowiło się w Finlandii dopiero w następnym tysiącleciu, docierając do środkowej części kraju. Na przełomie III i II tysiąclecia p.n.e. zaczął się rozwijać handel z dzisiejszą Szwecją, a do użytku weszły łodzie żaglowe. Na obszarze tym handlowano futrami i skórami. Około 1500 roku p.n.e. rozpoczęła się w Finlandii epoka brązu. Znaleziska archeologiczne dowodzą, że istniała wtedy rozwinięta kultura Kiukainen, w której zapoczątkowano budowę obronnych osad i ośrodków kultu religijnego. Ochłodzenie klimatu pod koniec II tysiąclecia p.n.e., spowodowało upadek tej społeczności, migrację mieszkańców na południe w cieplejsze rejony, a ziemie fińskie na kilka stuleci pozostawały we względnej izolacji.
Około 500 roku p.n.e. zaczęła się epoka żelaza, a w okolice koła podbiegunowego dotarła uprawa roli. Na początku I tysiąclecia n.e. prawdopodobnie nastąpiła migracja z południa kolejne fali ludności ugrofińskiej, która wymieszała się z miejscową i zaczęła wypierać Lapończyków, którzy zamieszkiwali Laponię i Kainuu od zakończenia epoki lodowcowej. W ciągu kolejnych stuleci ludy zamieszkujące Finlandię nawiązały kontakty handlowe z plemionami germańskimi w Szwecji, od których Finowie przejęli bardziej zaawansowane metody hodowli, uprawy roli, oraz plemienny system sprawowania władzy oparty na wodzostwach. Część germańskiej populacji migrowała na fińskie ziemie i asymilowała się z ludnością tubylczą. Wymiana handlowa przybrała duże rozmiary, gdyż z tego okresu odnaleziono na terenie Finlandii rzymskie monety.

## Średniowiecze
W VII–VIII wieku w wyniku ocieplenia klimatu nastąpił wzrost liczby ludności i rozwój handlu w obrębie Bałtyku, któremu przez pewien okres zagrażali wikingowie osiedlający się na Wyspach Alandzkich (częściowo zasymilowanych później przez ludność fińską, a obecni mieszkańcy Wysp Alandzkich są głównie potomkami szwedzkich kolonistów z XII-XIII wieku). Zagrożenie wynikające z napadów na przybrzeżne osady spowodowało migrację części ludności w głąb kraju, a największa grupa osiedliła się nad jeziorem Ładoga. Około 750 roku założyli miasto Vanha Laatokka (Stara Ładoga) i rozpoczęli intensywny handel ze Słowianami.
W IX wieku na obszarze Finlandii wyodrębniły się trzy regiony: Varsinais-Suomi (Finlandia właściwa) na południu i na zachodzie, Häme na pojezierzu i Karelia (Karjala) na wschodzie. Wszystkie fińskie plemiona w Estonii, Karelii i na Łotwie współpracowały ze sobą i jednoczyły się w czasie zagrożenia, ale nie utworzyły jednego organizmu państwowego.
Od IX do XI wieku przez teren Finlandii prowadziły wyprawy handlowe wikingów (m.in. Härkätie – „szlak wołowy” z Turku do Hämeenlinna), co spowodowało nasilenie handlu wymiennego przy udziale ludności miejscowej. Dzięki kontaktom handlowym doszło rozwoju technologicznego fińskich plemion (ulepszona broń, sposób budowy statków przejęty od wikingów) oraz do konsolidacji fińskich struktur plemienno-terytorialnych, na których czele stał król (przywódca – fińskie słowo „kuningas” oznacza jednocześnie króla i wodza), a o najważniejszych sprawach decydowano na Käräjät – wiecu plemiennym. Finowie sami podejmowali wyprawy handlowe w rejonie Morza Bałtyckiego, oraz uczestniczyli w podróżach z wikingami (ślady obecności w Anglii). Niektórzy osiedlali się w Laponii, szczególnie wzdłuż rzeki Tornio, wypierając stamtąd lapońską ludność. Pod względem rozwoju gospodarczego Finlandia dzieliła się na trzy części. Na południe od 62 równoleżnika i na zachodnim wybrzeżu dominowało intensywne rolnictwo i hodowla, które przyczyniło się do wzrostu liczby ludności i utworzenia struktur przedpaństwowych. W środkowej części kraju nadal występowała prymitywna gospodarka wypaleniskowa, a ludzie żyli w dużym rozproszeniu. Na północy Lapończycy trudnili się hodowlą reniferów, a warunki geograficzne uniemożliwiały uprawę roli.
W XI wieku na Wyspach Alandzkich pojawili się pierwsi misjonarze, którzy zaczęli nawracać miejscową ludność na chrześcijaństwo. Tam powstały pierwsze kościoły romańskie. W 1154 król Szwecji Eryk IX podjął wyprawę w celu schrystianizowania Finlandii. W roku 1155 zostawił w Turku angielskiego biskupa Henryka z Uppsali, w celu prowadzenia misji chrystianizacyjnej. Wkrótce potem biskup ten zginął w okolicach Nousiainen z ręki bogatego fińskiego rolnika, a samo miasto stało się później siedzibą biskupstwa i stolicą Finlandii. Zarówno Księstwo Nowogrodzkie, jak i Szwecja chciały uczynić Finlandię swoją sferą wpływów. W XII–XIII wieku została zapoczątkowana ekspansja osadnictwa szwedzkiego na fińskie ziemie nadmorskie, a ze wschodu na tereny Ingrii i Karelii ekspansja ruska. Rusini podejmowali wyprawy w głąb fińskiego terytorium, głównie w celach rabunkowych, co powodowało odwetowe wyprawy Finów na ruskie ziemie (m.in. w 1229 roku, kiedy ponad 2 tysiące Finów z Häme zaatakowało Nowogród). Na przełomie XII i XIII wieku Duńczycy dokonali kilka wypraw na terytorium Finlandii. W tym czasie doszło też do nasilenia ekspansji i kolonizacji ze strony Szwecji. Wyprawy te miały charakter krucjat. Przez cały ten okres dochodziło do wielu wojen ze Szwecją, w wyniku których kilkakrotnie plądrowano szwedzkie wybrzeże, a w 1187 roku zniszczono jej ówczesną stolicę Sigtunę. Z drugiej strony walki te osłabiały siłę fińskich plemion i przyczyniły się do stopniowego uzależnienia od Szwecji, która od czasu uzyskiwała coraz większą przewagę militarną nad Finlandią. Ostatecznie kraj został podbity i przyłączony od królestwa w 1249 roku, kiedy do ziemi Häme została zorganizowana krucjata pod dowództwem Birgera Jarla, a w Turku ustanowiono diecezję.
Początkowo władza szwedzka nie była zbyt silna, a lokalnym arystokratom (m.in. rodziny Kurki, Harviala, Karppalainen) i przywódcom na mocy dekretu w Alsnö z 1276 roku nadano prawa szlacheckie. Ostatnia krucjata miała miejsce w Karelii w 1293 roku pod dowództwem Tyrgilsa Knutssona, która zakończyła się zajęciem tej krainy. W celu utwierdzenia tam szwedzkiego panowania w Viipuri został wzniesiony zamek. Ekspansja na terytorium Finlandii doprowadziła do konfliktów i rywalizacji między Szwecją a Nowogrodem Wielkim, które już w latach 70. XIII wieku podbiło ziemie Karelów i rościło sobie prawa do Viipuri. Ostatecznie wojny zakończono w 1323 roku traktatem w Pähkinäsaari (Nöteborgu), gdy wyznaczono granicę pomiędzy dwoma zwaśnionymi państwami. Większość kraju znalazła pod panowaniem Szwecji, a wyznaczona linia zdecydowała o odmiennym rozwoju kultury po obu stronach granicy. W części szwedzkiej dominowała religia katolicka, na wschodzie prawosławie
Do początku XIX wieku Finlandia znajdowała się w granicach państwa szwedzkiego. Wiązało się to z rozciągnięciem szwedzkiego prawa na ziemie Finlandii. W XIII wieku zaczęły powstawać nowe osady m.in. Sipoo, Ulvila i Porvoo. Część Finów, skrępowana szwedzkimi porządkami, zaczęła opuszczać wybrzeże i migrowała w głąb lądu, gdzie nadal mogli kultywować stare pogańskie wierzenia. Na ich miejscu pojawiali się przybysze ze Szwecji, którzy osiedlali się jedynie na wybrzeżu i pod koniec średniowiecza stanowili ok. 12% populacji kraju. Dużą grupę wśród ludności miejskiej stanowili Niemcy, którzy trudnili się głównie kupiectwem. Kościół stopniowo umacniał swoją władzę, a od 1291 roku, kiedy biskupem został Mauno z Häme, niemal każdy kolejny pochodził z Finlandii. Od początku XIV wieku pierwsi Finowie wybierali się na studia do Zachodniej Europy, głównie do Paryża. W 1362 roku król Haakon VI nadał fińskiej szlachcie prawo udziału w wyborze szwedzkiego króla. Dzięki trwającemu cały czas osadnictwu szwedzkiemu, Finlandia była traktowana jako część królestwa Szwecji m.in. Finowie mieli przedstawicieli swoich czterech stanów w Riksdagu.
Dwa lata później na tronie Szwecji zasiadł Albrecht Meklemburski, który ograniczył prawa Finów, narzucając m.in. pańszczyznę. Przez dziesięć lat w kraju wybuchały bunty i powstania, aż w 1374 roku król utracił kontrolę nad krajem. Porządek zaprowadził szwedzki możnowładca Grip, który był zmuszony przywrócić Finom dawne prawa i określić na nowo status Finlandii, która miała pozostać odrębnym krajem – pod panowaniem szwedzkiego króla, ale niezależnym od urzędów. W 1397 roku Szwecja, Norwegia i Dania podpisały unię kalmarską, która obowiązywała do 1523 roku. XV wiek był okresem względnego pokoju, przerywanym przez chłopskie powstania z 1422 i 1438 roku, które dość szybko zostały stłumione. Od ok. 1460 roku narastało zagrożenie ze strony Księstwa Moskiewskiego, które uczyniło Nowogród swoją strefą wpływów, a z czasem je wchłonęło. Stan ten zmienił się pod koniec wieku, kiedy Księstwo Moskiewskie podbiło Nowogród. W 1495 roku słabiej uzbrojone oddziały fińskie pokonały armię rosyjską pod Viipuri, co zostało uznane za cud.

## Od Wazów do Gustawa IV

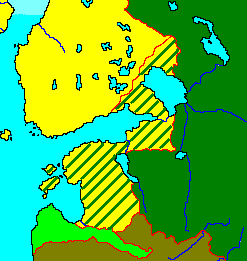
Tereny zajęte przez Rosję po pokoju w Nystat

XVI wiek w dziejach Finlandii był okresem rozwoju miast do czego przyczynił się handel. W 1527 roku w wyniku reformacji król szwedzki Gustaw I Waza wprowadził w Szwecji, po stłumieniu m.in. powstania Nilsa Dacke czy buntu Daljunkerna, luteranizm. Wraz z zapoczątkowaniem nowej religii zaczęło się rozwijać piśmiennictwo w języku fińskim. Przetłumaczono Biblię najpierw na język szwedzki (fiński mnich Jons Budde w drugiej połowie XV wieku), później na fiński (w 1548 przez Mikaela Agricolę). Zaczęto również prowadzić intensywne osadnictwo w środkowej i północnej części Finlandii, która była bardzo słabo zaludniona. W ciągu 30 lat osiedliło się tam więcej ludzi niż przez cały okres średniowiecza.
W roku 1556 Gustaw I Waza nadał synowi Janowi tytuł księcia Finlandii, tym samym Finlandia zyskała swoje pierwsze godło – herb księcia Jana. Młody książę był przychylnie nastawiony do ludności tam mieszkającej. Otaczał się doradcami fińskiego pochodzenia i nadał przybrzeżnej osadzie Pori prawa miejskie. Mówiono o nim, że mówił po fińsku i dążył do oderwania tego kraju od królestwa, co nie przysparzało mu popularności w samej Szwecji. Gdy w 1562 roku zaatakował Inflanty, został przez szwedzki parlament skazany na śmierć – później jednak ułaskawiony. Później już jako król, w 1581 roku podniósł Finlandię do rangi wielkiego księstwa.
Pogranicze fińsko-rosyjskie od wieków stanowiło teren walk z Rosjanami. W 1555 doszło do bitwy pod Joutselka, w której wojska fińskie zwyciężyły. W 1570 rozpoczęła się nowa, trwająca 25 lat wojna z Rosją, zwana „czasem długiego gniewu”. Co dziesiąty mieszkaniec Finlandii mający od 15 do 50 lat został wtedy powołany do wojska. Długotrwałe działania wojenne zahamowały rozwój fińskiej gospodarki.
W 1595 roku podpisano pokój w Tayssina, na mocy którego przyznano Królestwu Szwecji (bezpośrednio Finlandii) prowincję Kainuu na północnym wschodzie, oraz dostęp do Morza Barentsa, co umożliwiło Finom osiedlanie się na dalekiej północy. Nowy król Szwecji Karol Sudermański zamierzał rozprawić się ze swoimi przeciwnikami w Finlandii i w 1597 roku zwołał w Arboga sejm, który upoważnił go do zbrojnej wyprawy dla obrony buntujących się chłopów i dla podporządkowania tego kraju. Wprawdzie Rada zbojkotowała ten sejm, uważając go za nielegalny, ale książę Karol wykorzystał jego uchwały i zorganizował najazd zbrojny na Finlandię. Zdobył zamek w Turku, a w 1599 roku pokonał Finów pod Marttila. Po rozprawieniu się z powstańcami, skonfiskował majątki wielu szlachciców, uśmiercał bez sądu, a do więzienia wtrącił nawet biskupa Erika Sorolainena. Powstanie to zostało nazwane „wojną drągów”, od broni używanej przez biednych fińskich chłopów. Gdy król podjął w następnym roku wyprawę do Estonii, duża część fińskiej szlachty tam mieszkającej, wyemigrowała do Polski.
W 1617 roku Karelia została przyłączona do Szwecji. Po pokoju w Stołbowie w granicach Finlandii znalazły się ziemie obejmujące jezioro Ładoga i Ingrię. Spowodowało to migrację miejscowej ludności karelskiej, a największa jej grupa osiedliła się w okolicach Tweru. Na nowo przyłączonych terenach Finowie zaczęli się masowo osiedlać i w ciągu kilkudziesięciu lat stali się tam większością.
Na początku XVII wieku w kraju zaczęła się pogłębiać stagnacja gospodarcza, a szlachta emigrowała do Szwecji. Niektórzy z nich przybierali szwedzkie nazwiska. Następował spadek znaczenia fińskich miast, z wyjątkiem stołecznego Turku. W 1614 roku utworzono tam trybunał apelacyjny. W urzędach język fiński, który z racji tego że był używany przez zdecydowaną większość populacji znajdował się w uprzywilejowanej sytuacji, stopniowo był zastępowany przez język szwedzki. Finowie brali udział w wielu wojnach prowadzonych przez Szwecję m.in. w wojnie trzydziestoletniej, gdzie fińska kawaleria (hakapelici – fiń. hakkapeliitta) pod dowództwem Torstena Stålhandske odniosła wiele sukcesów. Gdy Szwecja założyła kolonię w Delaware na terenie dzisiejszych Stanów Zjednoczonych, ponad połowę jej mieszkańców stanowili Finowie, a pierwszym gubernatorem był Mauno Kling. Działania te nie przyniosły bezpośrednio Finlandii korzyści, w której nasilał się proces szwedyzacji kraju. Sytuacja pogarszała się aż do czasu, kiedy Per Brahe pełnił funkcję gubernatora (1637–1654). Założył on wiele nowych miast i szkół, oraz uniwersytet w 1640 roku. Nastąpiła znaczna poprawa sytuacji gospodarczej, a każdy nowo powołany urzędnik musiał znać fiński. Swoją długoletnią służbę podsumował słowami: „Byłem bardzo zadowolony z tego kraju, a kraj ze mnie”.

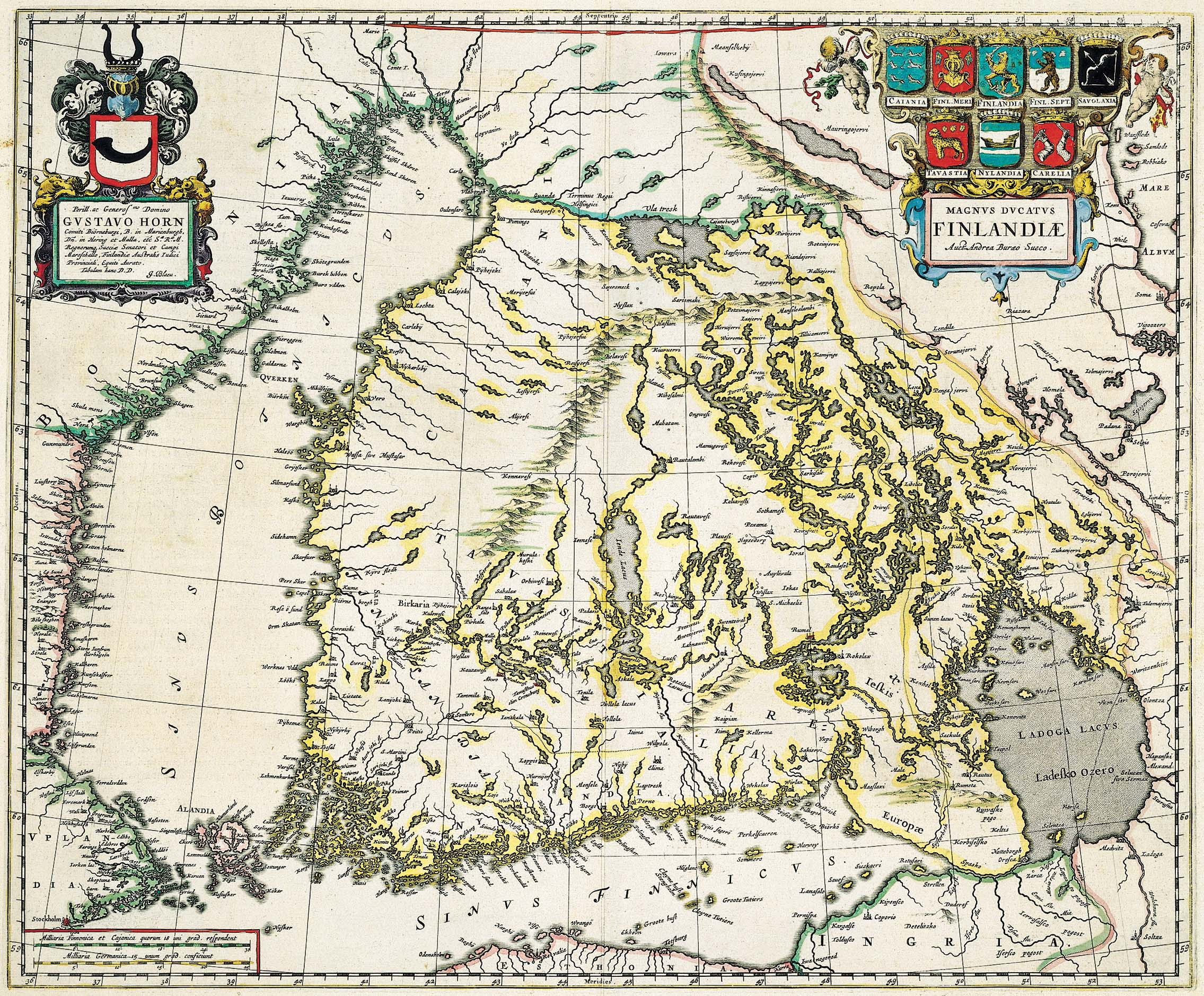
Mapa Finlandii z 1662 roku

Tzw. mała epoka lodowcowa, która panowała od początku XIV wieku i hamowała rozwój gospodarczy, osiągnęła szczyt w drugiej połowie XVII wieku. Częstym zjawiskiem stały się klęski głodu, z których największe wybuchły w 1677 roku i w 1696, kiedy ludność Finlandii zmalała o jedną trzecią. Na początku XVIII wieku na skutek wojny północnej poziom życia spadł jeszcze bardziej, a gospodarka była w fatalnym stanie. Następowały też próby szwedyzacji – fińscy żołnierze służyli pod szwedzką komendą, a nawet usiłowano zakazać chodzenia do sauny. Morze Bałtyckie prawie całkowicie zamarzało, a częstym zjawiskiem były sierpniowe przymrozki, które niszczyły zbiory. Bywały lata, że w ogóle nie osiągano żadnych plonów. Sprzyjało to migracji do Szwecji, Ingrii, Estonii, a nawet za Ocean Atlantycki.
Na skutek nieudolnej polityki prowadzonej przez szwedzkich władców i nieliczenia się z interesami Finlandii, w 1700 roku fiński duchowny Daniel Juslenius opublikował dzieło Aboa Vetus Et Nova, w którym pisał o konieczności oderwania się od Szwecji, a swój lud wywodził od plemion Izraela. Zapoczątkowało to budzenie się świadomości narodowej. W latach 1700–1721 trwała III wojna północna, zwana „wielkim gniewem”. Zdobycie Viipuri przez Rosjan w 1711 roku, otworzyło im drogę do pozostałych ziem Finlandii. W ostatnich ośmiu latach wojny Finlandia znajdowała się pod okupacją rosyjską, która doprowadziła do zniszczenia wielu miast i masowego wymierania fińskiej ludności. W 1721 roku w Uusikaupunki podpisano traktat, na mocy którego Karelia, Ingria i Inflanty zostały przyłączone do Rosji, a Rosjanie w ciągu trzech tygodni musieli się wycofać z Finlandii.
W 1741 roku Rosjanie nie napotykając niemal żadnego oporu, zajęli ponownie całą Finlandię i opuścili ją w 1743 roku, kiedy Szwecja została zmuszona do podpisania traktatu w Turku, na mocy którego do Rosji została przyłączona dalsza część Karelii (m.in. miasto Lappeenranta). Ten okres był nazywany „czasem mniejszego gniewu”.
Na skutek dwóch przegranych wojen, nowa wschodnia granica Finlandii pozostała odsłonięta i narażona na kolejną napaść. W 1747 roku postanowiono wybudować w Helsinkach twierdzę Suomenlinna (szw. Sveaborg). Następne lata okazały się spokojne i umożliwiły podniesienie się Finlandii z upadku. Został stworzony program, mający na celu poprawę poziomu życia ludności tam mieszkającej, a język fiński zaczął odgrywać większą rolę w życiu publicznym (m.in. pierwsza fińska gazeta – „Suomenkieliset Tieto-Sanomat” wydawana od 1776 roku). Z zachodniej Europy docierały prądy oświeceniowe, co skutkowało rozwojem nauki (Anders Chydenius – propagował ideę liberalizmu gospodarczego, wyprzedzając o kilkanaście lat słynnego ekonomistę Adama Smitha, Pehr Kalm – jako pierwszy zbadał i opisał wodospad Niagara, Johan Gadolin – odkrywca itru). Klęski głodu, które powodowały przez kilkadziesiąt lat masowe wymieranie populacji zostały zatrzymane dzięki wprowadzeniu uprawy ziemniaków w połowie XVIII wieku.
W 1788 wybuchła kolejna wojna pomiędzy Szwecją a Rosją. Grupa fińskich oficerów opowiedziała się za zachowaniem neutralności, z kolei pułkownik Magnus Göran Sprengtporten opowiadał się za państwem fińskim pod protektoratem Rosji (sprzysiężenie w Anjala). Wojna potrwała 2 lata i została zakończona traktatem w Värälä, w którym nie wprowadzono żadnych zmian terytorialnych.

## Panowanie rosyjskie

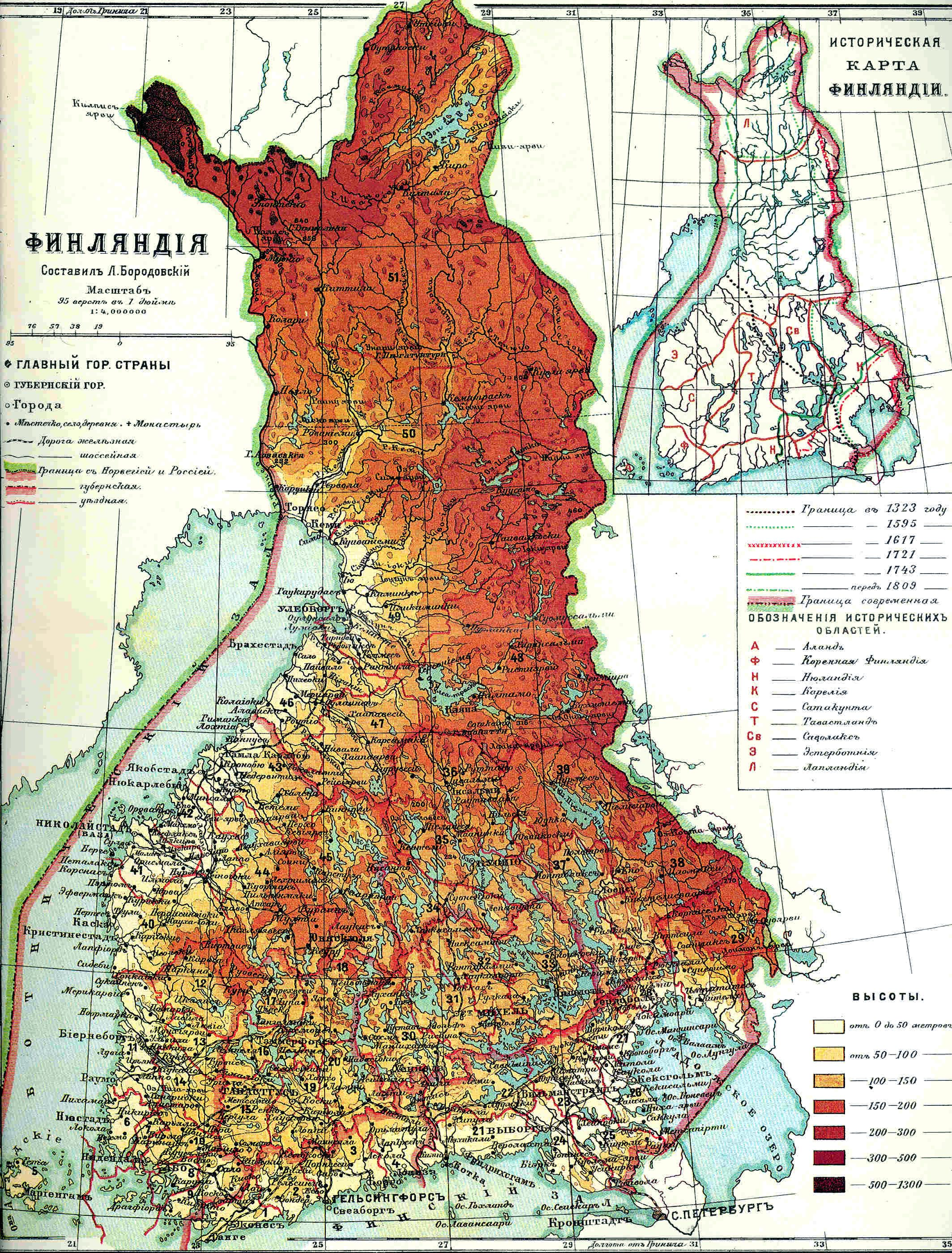
Terytorium Wielkiego Księstwa Finlandii

W 1808 roku Rosjanie ponownie zaatakowali Finlandię pod pretekstem wymuszenia przyłączenia się Szwecji do ekonomicznej blokady Napoleona przeciwko Wielkiej Brytanii. Fińska partyzantka i szwedzkie wojsko regularne przez dwa lata walczyły z Rosjanami, m.in. pod Lapua, ale ostatecznie poniosły klęskę. W 1809 roku został podpisany traktat w Hamina, na mocy którego po trwającym 560 lat panowaniu szwedzkim, cała Finlandia przeszła w ręce Rosji. Dla Rosji Finlandia miała znaczenie strategiczne, toteż car Aleksander I Romanow chciał zyskać przychylność jej mieszkańców. Zwołał w Porvoo czterostanowy sejm fiński i zobowiązał się do zachowania praw istniejących w kraju. Rosjanie przyłączyli Wielkie Księstwo Finlandii do swojego imperium i nadali mu szeroką autonomię. Kraj zachował system administracji, instytucji sądowych i samorządowych, religię luterańską, granicę celną, prawo cywilne i karne oraz ustrój według ustaw szwedzkich z 1772 i 1789 roku. Finowie zachowali także język szwedzki, a monarchę reprezentował fiński generał-gubernator. Głównym organem administracyjnym i sądowym była Rada Gubernialna, przemianowana na senat w 1816 roku. Izba niższa fińskiego parlamentu istniała tylko w teorii, bowiem zwołana została dopiero w 1863 roku.
W 1812 roku Aleksander I Romanow zwrócił ziemie włączone do Rosji na mocy traktatów z 1721 i 1743 roku. W tym samym roku przeniósł stolicę kraju z Turku do Helsinek, a w 1828 roku przeniósł także uniwersytet. Niemiecki architekt Carl Engel stworzył projekt nowej stolicy kraju na wzór Sankt Petersburga i był on realizowany przez kilkadziesiąt lat.
Około 1820 roku nastąpiło ożywienie fińskiej świadomości narodowej. Wśród części oświeconych warstw wzrosło zainteresowanie kulturą i tradycjami ludowymi, choć większość z nich nadal posługiwała się językiem szwedzkim. W 1831 roku powołano Towarzystwo Literatury Fińskiej pod przewodnictwem Eliasa Lönnrota, który podczas podróży po Karelii i Kainuu przez kilka zbierał stare pieśni i legendy. Zaowocowało to wydaniem w 1835 roku eposu narodowego Kalevala. Od tego czasu wytworzyły się w kraju dwie grupy: fennomanów (z czasem przekształcona w stronnictwo polityczne) i svennomanów. Przywódcą fennomanów został Wilhelm Snelmann. Obie strony wzajemnie się zwalczały i dowodziły swoich racji podczas licznych wystąpień. Snelmann postulował, by fiński stał się językiem urzędowym, czym naraził się szwedzkim arystokratom.
Za panowania Aleksandra II Romanowa w wyniku wojny krymskiej doszło do liberalizacji stosunków wewnętrznych. Stopniowo dążono do równouprawnienia języka fińskiego w szkołach i urzędach. W 1858 wprowadzono fiński jako język urzędowy na terenach, gdzie przeważała ludność mówiąca tym językiem, a w 1863 roku na terenie całego kraju. W 1861 roku została wprowadzona marka fińska jako waluta narodowa. Postępowała także liberalizacja życia gospodarczego. Zniesiona została kontrola Kościoła nad edukacją, wybudowano pierwsze banki, linie kolejowe i zakłady przemysłowe. Zaczęła się ukazywać fińska prasa.
Od 1721 roku liczba fińskiej ludności wzrosła z około 400 tysięcy do 1,758 mln w 1870 roku i 3,2 mln w 1913 roku. Wraz ze wzrostem liczby ludności wzrosła liczba robotników i przyspieszył proces urbanizacji. Został on na kilka lat spowolniony przez klęskę głodu, która wybuchła w 1868 roku i pochłonęła 10% fińskiej populacji. Pojawiła się również emigracja o podłożu ekonomicznym skierowana głównie do USA. W ciągu 50 lat wyjechało 380 tysięcy osób. Z czasem zmniejszał się odsetek ludności mówiącej po szwedzku – z 14,6% w 1800 roku, 12,9% w 1900, do 11% w 1920 roku. Malała rola tego języka w życiu publicznym, a po 1886 roku prowadzono akcję zastępowania go w urzędach językiem fińskim.
Wkrótce jednak nastąpił wzrost ucisku ze strony władz rosyjskich. W 1881 podjęto pierwsze próby ograniczenia autonomii wielkiego księstwa, jednak masowe akcje pojawiły się dopiero za czasów panowania cara Mikołaja II. W 1899 roku car ogłosił Manifest Lutowy, w którym język rosyjski ogłoszono językiem urzędowym, zniesiono fińską monetę i planowano wcielić armię tego kraju do rosyjskiej. Wzbudziło to liczne protesty wśród Finów, którzy byli przekonani, że manifest łamie konstytucję i została podjęta przeciwko niemu akcja zbierania podpisów. W sumie zebrano ich pół miliona, a tysiąc czołowych europejskich intelektualistów podpisało dokument zwany Profinlandia. Protesty przybrały różną formę. Jean Sibelius skomponował utwór „Finlandia”, który rozsławił jego kraj. Na światowych targach w Paryżu pawilon fiński zaprojektowany przez Armasa Lindgrena, Hermana Geselliusa i Eliela Saarinena wzbudził ogromny podziw, a fińskie malarstwo osiągnęło szczyt rozwoju. Finowie coraz bardziej zaczynali się domagać niepodległości.
Szczyt rusyfikacji nastąpił w 1903 roku, kiedy gubernatorem mianowano Nikołaja Bobrikowa. Nasiliło to strajki i akty przemocy wobec Rosjan, których kulminacją było postrzelenie Bobrikowa na schodach senatu 16 czerwca w 1904 roku przez fińskiego urzędnika Eugena Schaumana, który bezpośrednio potem popełnił samobójstwo i pośmiertnie stał się bohaterem narodowym. Bobrikow z przestrzeloną jamą brzuszną został przewieziony do szpitala, gdzie Richard Faltin przeprowadził nowatorską operację, zakończoną jednak względnym niepowodzeniem: gubernator zmarł nazajutrz nad ranem.
W 1905 roku, kiedy Rosja przegrała wojnę z Japonią nastąpiła odwilż w stosunkach fińsko-rosyjskich i został zarzucony program rusyfikacji. Fiński ponownie stał się językiem urzędowym, a rok później został utworzony parlament – Eduskunta, zastępując poprzedni czterostanowy jednoizbowym. W 1906 Finki jako pierwsze na świecie otrzymały pełne polityczne prawa – zostały uprawnione do kandydowania w wyborach. Pierwsze wybory wygrali socjaldemokraci, czyniąc Finlandię najbardziej lewicowym krajem w Europie. Program rusyfikacji został wznowiony w 1908 roku i trwał on aż do uzyskania przez kraj niepodległości. W 1912 roku car Mikołaj II nadał Rosjanom w Finlandii status równy jej rdzennej ludności i pozwolił im się w tym kraju osiedlać. Działania cara zostały otwarcie skrytykowane przez fińskiego działacza politycznego Pehra Evinda Svinhuvfuda, który za karę został zesłany do Tomska.

## Niepodległa Finlandia

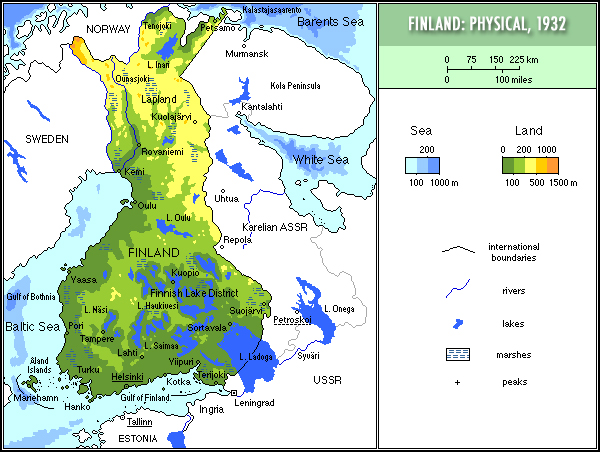
Mapa fizyczna Finlandii w roku 1932

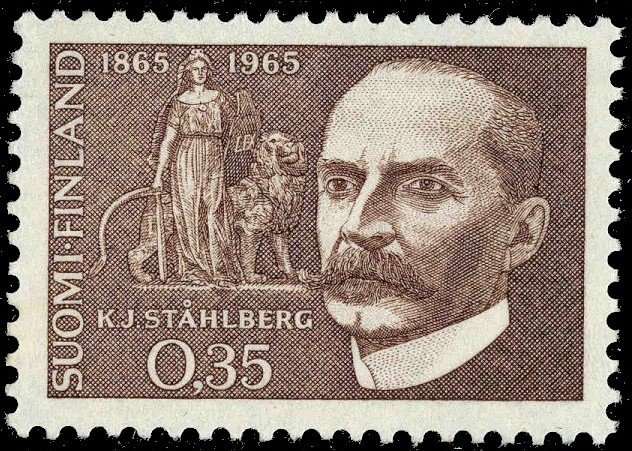
Kaarlo Juho Ståhlberg – pierwszy prezydent Finlandii

6 grudnia 1917 roku parlament fiński proklamował niepodległość. Pierwszym premierem niepodległej Finlandii został Pehr Evind Svinhufvud.
Pod koniec stycznia 1918 roku wybuchła wojna domowa. Został utworzony lewicowy rząd fiński. Obejmował on południową część kraju. Północ pozostawała pod kontrolą prawicy. Dzięki pomocy niemieckiej Finlandia pokonała oddziały lewicy. Przez krótki okres forsowana była koncepcja monarchii i jako króla zaproponowano niemieckiego księcia Fryderyka Karola Heskiego, który miał przyjąć imię Väinö I. Zrezygnował on jednak z objęcia panowania i nie pojawił się w Finlandii ani razu. Istniała również idea „wielkiej Finlandii”, w skład której miały wchodzić ziemie zamieszkane przez ludność ugrofińską (Estonia, Karelia, Ingria), a niektórzy byli nawet za przyłączeniem Łotwy i północnej części Rosji aż do Uralu. W tym czasie w Karelii wybuchło powstanie przeciwko bolszewikom, która w Uhtua (Kalevala) proklamowała niepodległość i przez dwa lata była wspierana przez Finów.
W 1919 roku wprowadzono w Finlandii prohibicję, która obowiązywała do 1932 roku.
17 lipca 1919 roku została podpisana konstytucja, która ustanawiała republikę. Wybrany został pierwszy prezydent – Kaarlo Juho Ståhlberg. W tym też roku państwa zachodnie oficjalnie uznały Finlandię. W systemie partyjnym nie było partii dominującej. Działały: Fińska partia Socjaldemokratyczna, Koalicja Narodowa, Liberalna Narodowa Partia Postępowa, Unia Agrariuszy i Szwedzka Partia Ludowa. W latach 1918–1939 władzę sprawowało dwadzieścia rządów. W 1920 Finlandia zajęła port w Petsamo, uzyskując w ten sposób dostęp do Morza Barentsa. Powstanie w Karelii zostało stłumione i Finlandia musiała zrezygnować z dążenia do przyłączenia całego obszaru. Wojnę z Rosją sowiecką zakończył 14 października 1920 traktat pokojowy w Tartu. Potwierdził on granicę fińsko-sowiecką wzdłuż granicy Wielkiego Księstwa Finlandii sprzed 1917 roku i przyznawał Finlandii prawo do regionu Petsamo. W grudniu 1920 roku Finlandia została członkiem Ligi Narodów.
Rok później, kiedy wybuchł tzw. kryzys alandzki, w którym przedstawiciele tego regionu dążyli do przyłączenia do Szwecji, Liga przyznała ostatecznie Wyspy Alandzkie Finlandii, pod warunkiem nadania im szerokiej autonomii i utrzymania ich demilitaryzacji wprowadzonej przez Traktat paryski (1856). 17 marca 1922 Finlandia zawarła z Polską, Estonią i Łotwą układ, który miał być początkiem związku bałtyckiego. W latach dwudziestych fińska gospodarka rozwijała się dobrze, przeprowadzono reformę rolną przewidującą parcelację majątków. Światowy wielki kryzys nie ominął również Finlandii, chociaż jego skutki nie były tak dotkliwe jak w innych krajach. W latach 30. powstał ruch Lappowców (od fińskiej miejscowości Lapua – szw. Lappo). W 1932 roku Finlandia, podobnie jak Polska, podpisała na lat 10 pakt o nieagresji z ZSRR, przedłużony w 1934 roku do końca 1945. Przystąpiła też wielostronnych układów chroniących pokój (Pakt Brianda-Kellogga i Konwencja o określeniu napaści). W 1937 roku do rządów weszli przedstawiciele socjaldemokratów. W 1938 roku ZSRR wysunął propozycję zawarcia sojuszu obronnego oraz zmian terytorialnych. Porozumienie to zostało odrzucone. W maju 1939 roku Finlandia odrzuciła również niemiecką propozycję traktatu o nieagresji.

## Partie polityczne
Pod koniec XIX wieku wśród fennomanów dokonał się rozłam na stronnictwo ugodowe (starofinowie) i broniące nienaruszalności autonomii (młodofinowie). W 1899 została założona Socjaldemokratyczna Partia Finlandii, która uzyskała największe poparcie w wyborach parlamentarnych w 1907 roku. W 1906 roku zostały założone: Szwedzka Partia Ludowa i Unia Agrariuszy. Pozostałe partie to Koalicja Narodowa, Liberalna Narodowa Partia Postępowa, Unia Agrariuszy i Szwedzka Partia Ludowa. W 1929 roku powstał faszyzujący ruch Patriotyczny Ruch Ludowy, który na skutek próby zamachu stanu został w marcu 1932 roku zdelegalizowany.

## Wojna zimowa

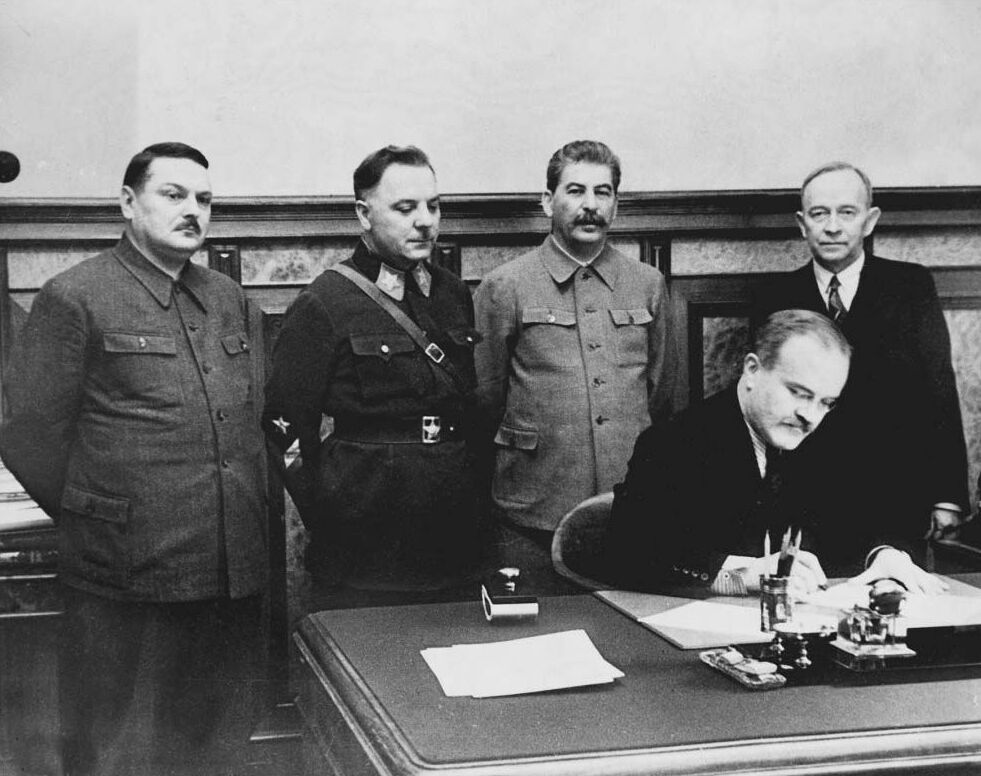
Podpisanie układu o uznaniu przez ZSRR Fińskiej Republiki Demokratycznej za jedyne państwo fińskie. 1 grudnia 1939 Moskwa. Podpisuje Wiaczesław Mołotow, z prawej stoi Otto Kuusinen.

W październiku 1939 roku ZSRR zażądał cesji części fińskiego terytorium, motywując to dążeniem do zapewnienia bezpieczeństwa Leningradu. 28 listopada 1939 roku ZSRR zerwał traktat o nieagresji, a dwa dni później zaatakował Finlandię, rozpoczynając wojnę zimową 1939–1940. Pomimo trzymiesięcznego odpierania ataków Armii Czerwonej Finlandia w marcu 1940 poprosiła o pokój. Utraciła 36 000 km² (10%) swoich ziem bogatych w surowce naturalne. Musiała oddać zachodnią Karelię z Viipuri i wydzierżawić bazy w Hanko. Kraj zachował jednak niepodległość.

## Wojna kontynuacyjna 1941–1944

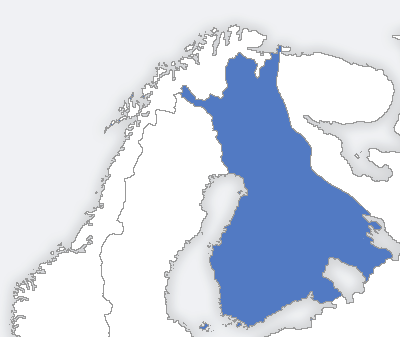
Największy zasięg terytorium kontrolowanego przez Finów, 1942

Po bombardowaniu 24–25 czerwca 1941 przez lotnictwo sowieckie miast fińskich, 25 czerwca Finlandia wypowiedziała ZSRR wojnę. Wojska fińskie odzyskały utracone w wojnie zimowej obszary Karelii i zajęły część Karelii sowieckiej, wstrzymując działania ofensywne. Marszałek Mannerheim był sceptyczny co do dalszej walki. W listopadzie tego samego roku Finlandia przystąpiła do paktu antykominternowskiego, zaś 6 grudnia 1941 roku Wielka Brytania wypowiedziała wojnę Finlandii.
Względny spokój na froncie trwał do lata 1944 roku. 9 czerwca 1944 roku Armia Czerwona rozpoczęła natarcie z zamiarem opanowania całego terytorium Finlandii. Po zaciętej obronie, mimo utraty części terytorium a przede wszystkim dzięki zwycięskiej bitwie pod Tali-Ihantala (25 czerwca do 9 lipca 1944 roku) Finom udało się zatrzymać natarcie. Pod względem skali działań była to największa bitwa II wojny światowej na Półwyspie Skandynawskim. W działaniach obronnych brali też udział ochotnicy szwedzcy, którzy ponieśli dotkliwe straty.

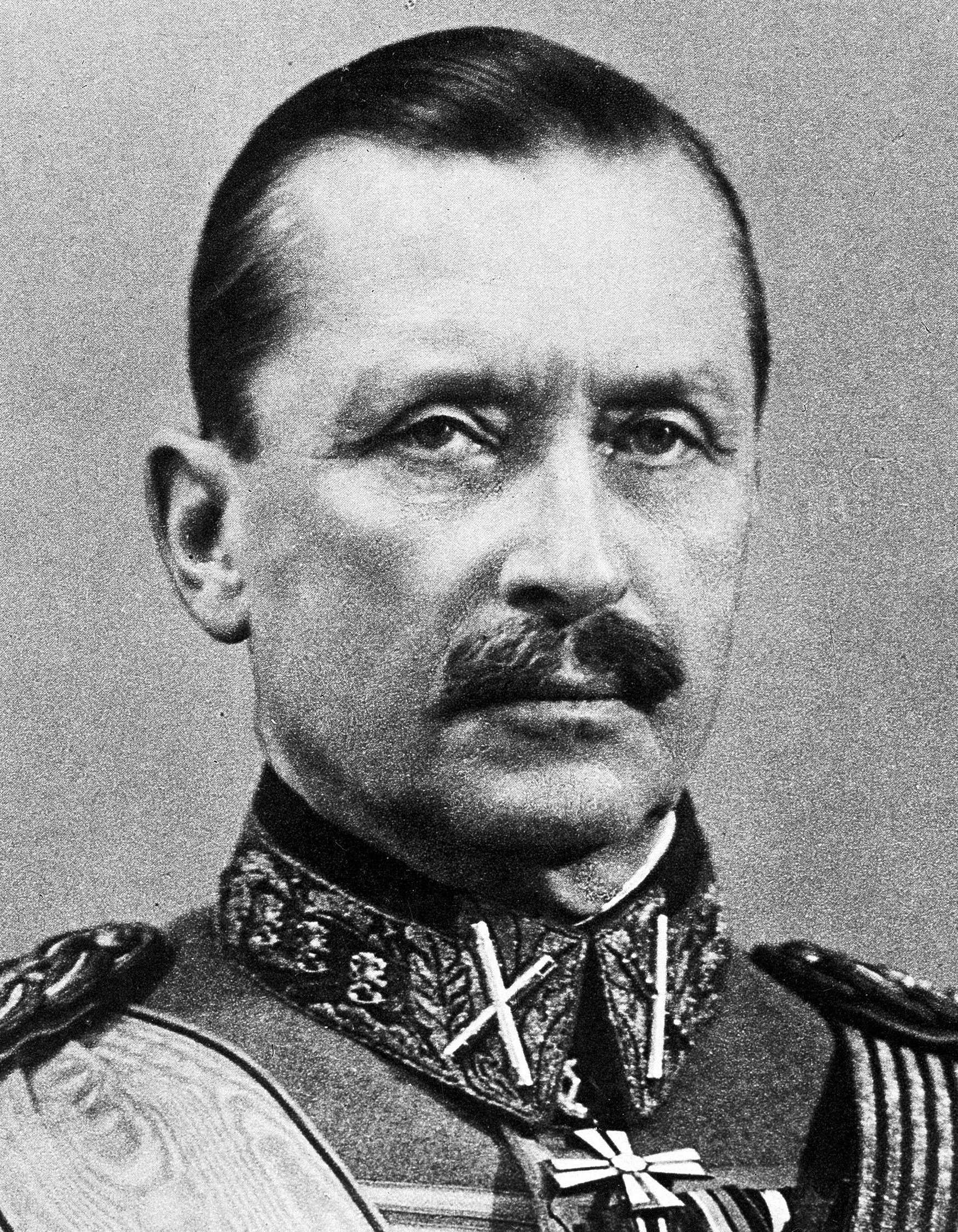
Carl Gustaf Mannerheim, marszałek Finlandii

W obliczu sytuacji militarnej w Europie 2 września 1944 roku Finlandia była zmuszona do kapitulacji i przystąpienia do wojny po stronie aliantów przeciwko Niemcom (tzw. wojna lapońska). Zerwała stosunki dyplomatyczne z Niemcami, a 19 września zawarła rozejm z ZSRR i Wielką Brytanią. Po wojnie Finlandia utraciła na rzecz ZSRR rejon Petsamo, wydzierżawiła półwysep Porkkala na 50 lat. Zapłaciła reparacje wojenne oraz częściowo rozbroiła swoją armię, ale zachowała większość terytorium i niepodległość w przeciwieństwie do Litwy, Estonii i Łotwy.

## Po II wojnie światowej

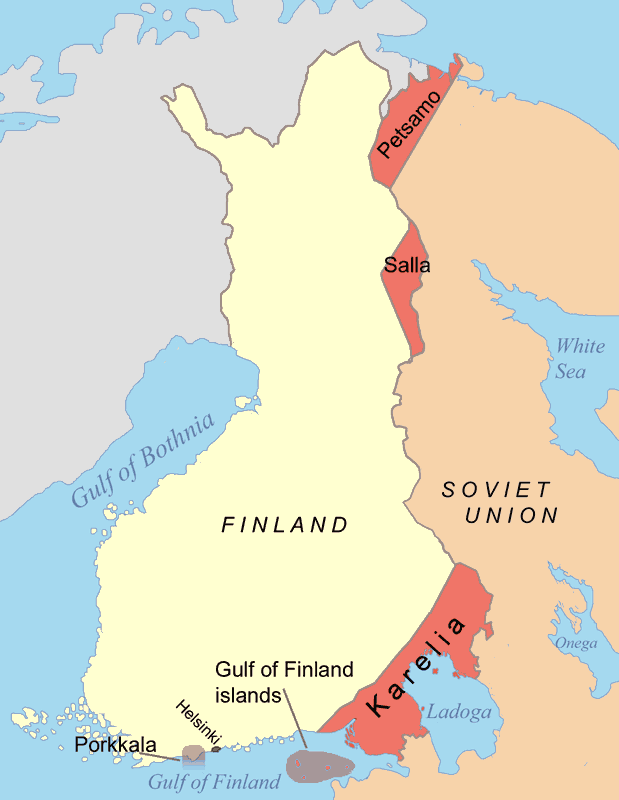
Tereny utracone przez Finlandię na rzecz ZSRR w pokoju paryskim (1947)

Po II wojnie światowej prezydentem państwa został Carl Gustaf Mannerheim (głównodowodzący armią fińską w trakcie wojen z ZSRR). Po 1945 roku Finlandia wypracowała nowe zasady stosunków z ZSRR. W latach 1946–1948 krajem kierował premier wywodzący się z Demokratycznego Związku Narodu Fińskiego. W 1948 roku doszło do próby zamachu stanu. 6 kwietnia podpisano fińsko-radziecki układ o przyjaźni i pomocy wojskowej w wypadku agresji z zewnątrz.
W 1952 roku odbyły się igrzyska olimpijskie w Helsinkach.
System partyjny oprócz delegalizacji Patriotycznego Ruchu Ludowego i powstania Demokratycznego Związku Narodu Fińskiego nie uległ zmianie. Do 1952 roku Finlandia spłacała zobowiązania wobec ZSRR. Do 1955 roku pozostawała poza strukturami zachodnimi, nie korzystając także z planu Marshalla. W 1955 roku Finlandia została członkiem Organizacji Narodów Zjednoczonych i Rady Nordyckiej, a rok później odzyskała bazę w Porkkala. Głównym partnerem gospodarczym Finlandii został ZSRR. Mimo prowadzenia niesprzecznej z interesem ZSRR polityki zagranicznej, w kwestii polityki wewnętrznej kraj pozostał jednak w pełni niezależny od władz w Moskwie (stąd pochodzi pojęcie „finlandyzacja”).
W latach 1958–1961 ZSRR dwukrotnie ingerował w fińską politykę wewnętrzną, doprowadzając do dymisji premiera Fagerholma, aby zapobiec reorientacji polityki fińskiej. Kolejny prezydent Urho Kaleva Kekkonen mimo częstszych kontaktów z ZSRR starał się zachowywać równość w polityce zagranicznej między wschodem i zachodem. Finlandia nie kwestionowała polityki ZSRR, starając się jednocześnie czerpać korzyści z zachodu. W 1961 roku została członkiem Europejskiego Stowarzyszenia Wolnego Handlu (EFTA) oraz zawarła umowę z ZSRR. W 1973 roku podpisała umowy z Europejską Wspólnotą Gospodarczą i Radą Wzajemnej Pomocy Gospodarczej. W tym samym dziesięcioleciu nastąpił rozwój gospodarki oraz procesy urbanizacji i industrializacji.
W 1975 roku podpisano w Helsinkach traktat Organizacji Bezpieczeństwa i Współpracy w Europie. W latach 70. polityka Urho Kekkonena sprzyjała rozwojowi gospodarki.
W latach osiemdziesiątych uległa ograniczeniu rola prezydenta. Rozpadła się koalicja DZNF, a inne koalicje wielopartyjne stały się stabilne. W 1986 roku Finlandia uzyskała pełnoprawność.
Po rozpadzie ZSRR w 1992 Finlandia zawarła traktat o dobrym sąsiedztwie z Rosją, ustanawiający równoprawne stosunki fińsko-rosyjskie.
Na skutek rozpadu ZSRR rozpoczął się trwający kilka lat kryzys gospodarczy. Bezrobocie wzrosło do 18 procent. Pod koniec lat 90. sytuacja się poprawiła. W 1994 roku Finlandia została zaproszona do członkostwa Unii Europejskiej. W 1994 roku w referendum przy frekwencji 74%, 55% społeczeństwa poparło członkostwo w UE.
W 2000 prezydentem Finlandii została Tarja Halonen. Wtedy przyjęto też nową konstytucję, która ograniczała władzę prezydenta oraz wprowadziła parlamentarno-gabinetowy system rządów. W 1998 Finlandia przystąpiła do strefy euro, a w 2002 przyjęła nową walutę. 4 kwietnia 2023 Finlandia dołączyła do NATO.